# Campeonato Mundial de Sóftbol Femenino de 2002
El Campeonato Mundial de Sóftbol Femenino de 2002 se celebró del 26 de julio al 4 de agosto de 2002 en la ciudad de Saskatoon, Canadá. Los Estados Unidos ganaron el torneo de forma invicta, y obtuvieron el título después de derrotar 1-0 a Japón. Los cuatro primeros equipos obtuvieron el derecho a competir en los Juegos Olímpicos de Atenas 2004.

## Ronda preliminar

### Grupo A
| País                  | JJ | JG | JP | CF | CC |
| --------------------- | -- | -- | -- | -- | -- |
| Estados Unidos        | 7  | 7  | 0  | 53 | 0  |
| China                 | 7  | 6  | 1  | 40 | 5  |
| China Taipéi          | 7  | 5  | 2  | 18 | 12 |
| Italia                | 7  | 4  | 3  | 11 | 8  |
| Canadá                | 7  | 3  | 4  | 14 | 11 |
| Antillas Neerlandesas | 7  | 1  | 6  | 3  | 24 |
| Rusia                 | 7  | 1  | 6  | 4  | 40 |
| República Checa       | 7  | 1  | 6  | 7  | 50 |

26 de julio
| Antillas Neerlandesas | 2-1 | República Checa |
| Estados Unidos        | 2-0 | Italia          |

27 de julio
| China Taipéi   | 3-0  | Antillas Neerlandesas |
| Estados Unidos | 13-0 | República Checa       |
| China          | 3-0  | Italia                |
| Canadá         | 4-0  | Rusia                 |

28 de julio
| Rusia          | 2-0  | Antillas Neerlandesas |
| China Taipéi   | 1-0  | Italia                |
| China          | 21-1 | República Checa       |
| Estados Unidos | 4-0  | Canadá                |

29 de julio
| China Taipéi   | 5-1  | Canadá                |
| Estados Unidos | 14-0 | Rusia                 |
| Italia         | 2-1  | Antillas Neerlandesas |
| Canadá         | 7-0  | República Checa       |

30 de julio
| República Checa | 4-1 | Rusia                 |
| China           | 7-0 | Antillas Neerlandesas |
| Estados Unidos  | 9-0 | China Taipéi          |
| Italia          | 1-0 | Canadá                |

31 de julio
| Estados Unidos | 4-0 | China |

1 de agosto
| Estados Unidos | 7-0 | Antillas Neerlandesas |
| Canadá         | 2-0 | Antillas Neerlandesas |
| Italia         | 7-1 | Rusia                 |
| China          | 1-0 | Canadá                |
| Italia         | 1-0 | República Checa       |
| China Taipéi   | 4-0 | Rusia                 |

### Grupo B
| País                 | JJ | JG | JP | CF | CC |
| -------------------- | -- | -- | -- | -- | -- |
| Japón                | 7  | 7  | 0  | 48 | 1  |
| Australia            | 7  | 6  | 1  | 49 | 8  |
| Nueva Zelanda        | 7  | 5  | 2  | 37 | 17 |
| Puerto Rico          | 7  | 4  | 3  | 18 | 38 |
| Venezuela            | 7  | 3  | 4  | 28 | 28 |
| Países Bajos         | 7  | 2  | 5  | 31 | 36 |
| Sudáfrica            | 7  | 1  | 6  | 10 | 45 |
| República Dominicana | 7  | 0  | 7  | 16 | 66 |

26 de julio
| Australia   | 10-0 | República Dominicana |
| Puerto Rico | 4-0  | Sudáfrica            |
| Venezuela   | 5-3  | Países Bajos         |

27 de julio
| Australia     | 12-0 | Puerto Rico          |
| Nueva Zelanda | 13-6 | Países Bajos         |
| Sudáfrica     | 8-6  | República Dominicana |
| Japón         | 7-0  | Venezuela            |

28 de julio
| Japón        | 2-1  | Nueva Zelanda        |
| Puerto Rico  | 2-0  | Venezuela            |
| Países Bajos | 8-2  | Sudáfrica            |
| Japón        | 10-0 | República Dominicana |
| Australia    | 7-1  | Nueva Zelanda        |

29 de julio
| Australia     | 3-0 | Sudáfrica    |
| Nueva Zelanda | 2-1 | Venezuela    |
| Japón         | 2-0 | Países Bajos |
| Puerto Rico   | 8-2 | Sudáfrica    |

30 de julio
| Países Bajos  | 13-3 | República Dominicana |
| Japón         | 9-0  | Sudáfrica            |
| Australia     | 9-2  | Venezuela            |
| Nueva Zelanda | 8-1  | Puerto Rico          |

31 de julio
| Japón       | 5-0  | Australia            |
| Puerto Rico | 3-1  | Países Bajos         |
| Venezuela   | 10-5 | República Dominicana |

1 de agosto
| Japón         | 15-0 | Puerto Rico          |
| Venezuela     | 10-0 | Sudáfrica            |
| Australia     | 8-0  | Países Bajos         |
| Nueva Zelanda | 7-0  | República Dominicana |

## Semifinales

### 2 de agosto
| China Taipéi   | 5-1 | Puerto Rico |
| Nueva Zelanda  | 3-0 | Italia      |
| Estados Unidos | 4-3 | Australia   |
| Japón          | 5-0 | China       |

Puerto Rico e Italia eliminados.

### 3 de agosto
| Australia | 2-4 | ' China Taipéi |
| China     | 4-2 | Nueva Zelanda  |

Australia y Nueva Zelanda eliminados.

### Ronda final
|  | 3 de agosto | 3 de agosto    | 3 de agosto  |   |    | Medalla de bronce (4 de agosto) | Medalla de bronce (4 de agosto) | Medalla de bronce (4 de agosto) |    |       | Medalla de oro (4 de agosto) | Medalla de oro (4 de agosto) | Medalla de oro (4 de agosto) |
|  |             |                |              |   |    |                                 |                                 |                                 |    |       |                              |                              |                              |
|  | A1          | Estados Unidos | 1            |   |    |                                 |                                 |                                 |    |       |                              |                              |                              |
|  | B1          | Japón          | 0            |   |    |                                 |                                 |                                 |    |       | A1                           | Estados Unidos               | 1                            |
|  |             |                |              |   | B1 | Japón                           | 2                               |                                 | B1 | Japón | 0                            |                              |                              |
|  |             | A3             | China Taipéi | 1 |    |                                 |                                 |                                 |    |       |                              |                              |                              |
|  | A2          | China          | 5            |   |    |                                 |                                 |                                 |    |       |                              |                              |                              |
|  | A3          | China Taipéi   | 6            |   |    |                                 |                                 |                                 |    |       |                              |                              |                              |

| Estados Unidos         |
| Campeón Estados Unidos |
| Séptimo título         |

## Ranking final
1. Estados Unidos
2. Japón
3. China Taipéi
4. China
5. Australia
6. Nueva Zelanda
7. Italia
8. Puerto Rico
9. Canadá
10. Venezuela
11. Países Bajos
12. Antillas Neerlandesas
13. Rusia
14. Sudáfrica
15. República Checa
16. República Dominicana